# Sticherus furcatus
Sticherus furcatus är en ormbunkeart som först beskrevs av Carolus Linnaeus, och fick sitt nu gällande namn av Ren-Chang Ching. Sticherus furcatus ingår i släktet Sticherus och familjen Gleicheniaceae. Inga underarter finns listade.